# Hitachi Construction Machinery Europe NV

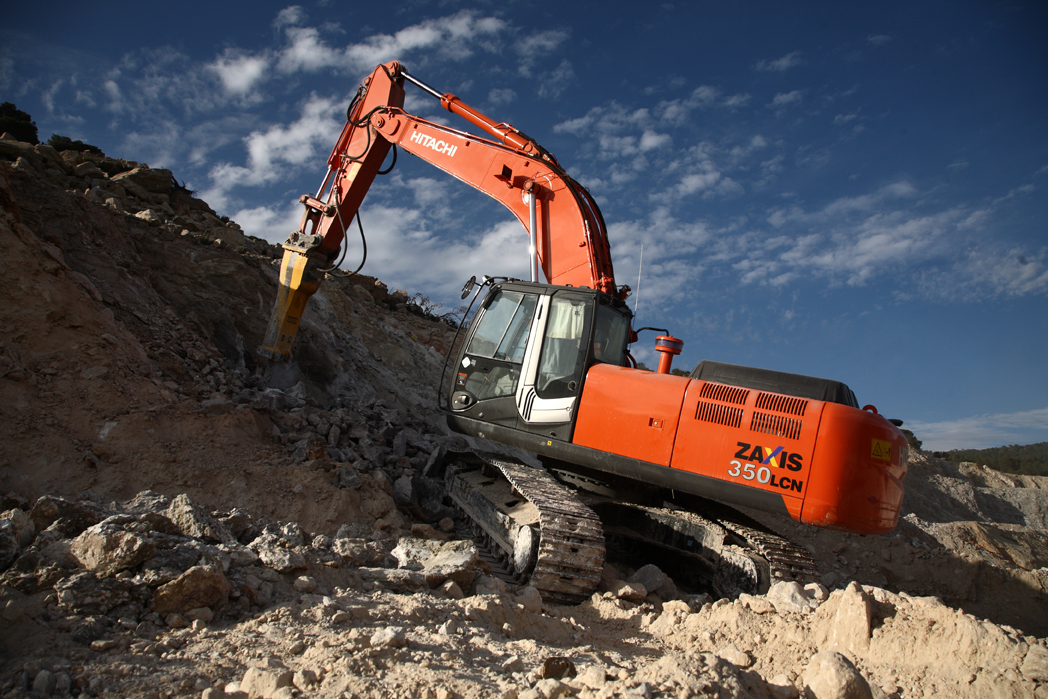
graafmachine ZX350LCN-3

Hitachi Construction Machinery (Europe) NV (HCME) is als dochterbedrijf van Hitachi Construction Machinery Co.,Ltd. (HCM) in 1972 opgericht in Oosterhout. Het bedrijf is verantwoordelijk voor de bouw, verkoop en marketing van Hitachi grondverzetmachines in Europa, Afrika en het Midden-Oosten.

## Geschiedenis
Hitachi Construction Machinery Europe (NV) heeft een relatief korte geschiedenis in Europa. De oorsprong van HCME dateert uit 1968, het moment waarop Hovers Constructie NV in Tilburg benoemd werd tot de exclusieve importeur van Hitachi bouwmateriaal in de Benelux.
Hovers ging echter in 1970 failliet, waarna Hitachi Construction Machinery Co.,Ltd in Japan besloot met een aantal medewerkers van Hovers een eigen vestiging in Europa op te zetten. In 1972 was Hitachi Construction Machinery (Europe) BV (kortweg HCME) een feit. Aan de Mechelaarstraat in Oosterhout was de eerste huisvesting, na een paar jaar werd verhuisd naar de huidige locatie aan de Souvereinstraat.
In 1989 werd gestart met de bouw van de minigraver fabriek. Omdat er te weinig ruimte aan de Souvereinstraat was, werd besloten deze 500m verder aan de Florijnstraat te bouwen. De fabriek werd in 1990 in gebruik genomen.
In 1999 besloot Hitachi de samenwerking die sinds 10 jaar met Fiat bestond, te beëindigen en weer zelfstandig Hitachi machines door heel Europa te leveren. Japan was van mening dat hiervoor een eigen fabriek in Europa moest komen en besloot uiteindelijk voor de locatie Amsterdam.
In 2002 was de bouw van deze fabriek voltooid en vanaf januari 2003 begon hier de productie van de middelgrote graafmachines (van 10 tot 45 ton). Tevens werd in 2002 besloten de rechtsvorm van HCME te wijzigen van een BV naar een NV. 

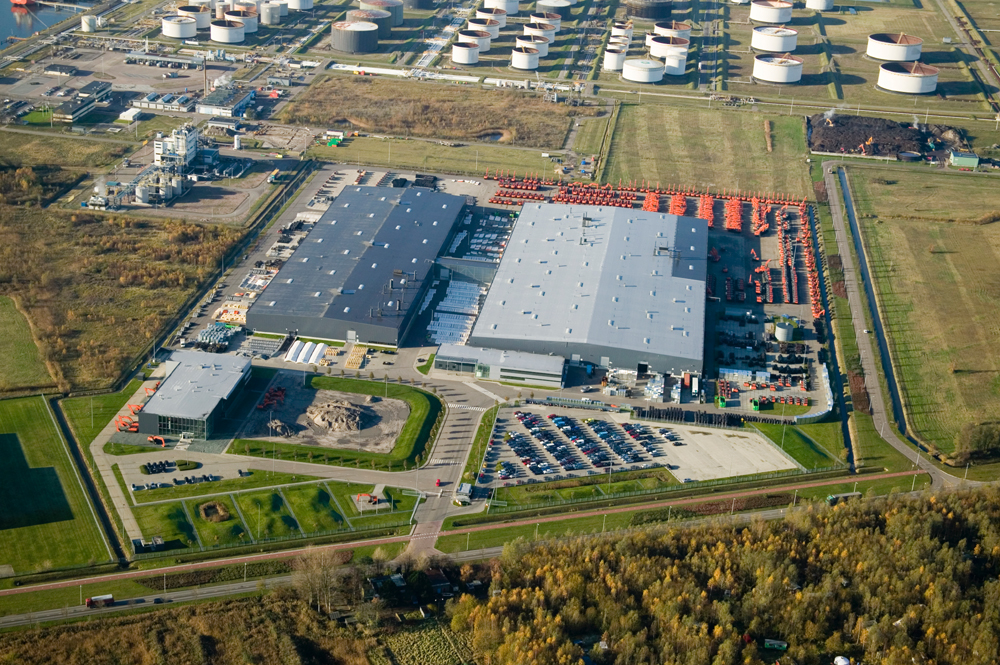
HCME facilities in Amsterdam

In Amsterdam biedt onderdak aan de directie van HCME, de internationale verkoopafdeling en de afdeling Product Support. Een groot Training- en Democenter biedt ruime voor trainingen, presentaties en mogelijkheden om machines op het demoterrein te testen.
Natuurlijk zijn hier ook alle afdelingen gevestigd die bij de fabriek horen, zoals onder andere inkoop, planning, productie en engineering.
Door de enorme vraag naar machines, bleek de fabriek als snel niet meer aan de vraag te kunnen voldoen en werd besloten tot de bouw van een tweede fabriek in Amsterdam welke in 2007 volledig in gebruik genomen is.

## Bedrijfsoverzicht HCME in Nederland
Om te kunnen voldoen aan de Europese vraag naar minigraafmachines en middelgrote graafmachines heeft Hitachi Construction Machinery (Europe) NV (HCME) twee fabrieken in Nederland, waarvan de grootste in Amsterdam staat.
Het hoofdkantoor van HCME, en tevens de kleinste fabriek staat in Oosterhout, op zo’n 100 kilometer afstand.
In Oosterhout worden minigraafmachines tot 6 ton gemaakt en een Application Center waar speciale aanpassingen voor machines worden gebouwd, en in Amsterdam middelgrote graafmachines tot 48 ton. Beide fabrieken beschikken over efficiënte assemblagelijnen en systemen, die de gestage groei van het marktaandeel moeiteloos aan kunnen. Sinds 1988 zijn er ongeveer 21.000 minigraafmachines en 1000 speciale machines in Oosterhout van de band gerold. In Amsterdam zijn sinds het begin van de productie in 2003 al 25.000 middelgrote mobiele graafmachines en rupsgraafmachines geassembleerd.
Om te anticiperen op de groeiende vraag naar middelgrote Hitachi graafmachines in Europa is in 2006 een investeringsprogramma van € 20 miljoen afgerond, inclusief de bouw van een nieuwe productiefaciliteit van 19.600 m² in Amsterdam, naast de bestaande fabriek, die nu voor assemblage wordt gebruikt. Hitachi kan per jaar 6,000 middelgrote graafmachines in Amsterdam produceren. Voor rupsgraafmachines van de types ZX130-5 tot en met ZX470LCH-5 en de mobiele graafmachines van type ZX140W-5 tot en met ZX220W-5 is een breed spectrum aan opties beschikbaar.
Extra grote en speciale Hitachi machines worden geleverd vanuit de fabriek in Japan. Dumptrucks en graafmachines uit de EX-serie voor mijnbouw en steenwinning worden gebouwd in de fabriek in de haven van Hitachinaka (Ibaraki) Japan en vervolgens op locatie geassembleerd.
De hoofdfabriek van Hitachi Construction Machinery, in Tsuchiura (Ibaraki) Japan, levert de basismachines voor speciale toepassingen – zoals extra lang bereik, sloop en overslag – aan de fabriek voor speciale toepassingen in Oosterhout (Application Centre). Daarna worden de giek en de arm geassembleerd en kan de machine aan de eisen van de klant worden aangepast.